# Flerzheim
Flerzheim ist ein Stadtteil von Rheinbach im Rhein-Sieg-Kreis in Nordrhein-Westfalen. Bis 1969 war Flerzheim eine selbständige Gemeinde. Mit der kommunalen Neuordnung wurde Flerzheim einer von neun Ortsteilen der Stadt Rheinbach. Mit Stand 30. November 2023 zählte Flerzheim 2.146 Einwohner und ist damit drittgrößte Ortschaft.

## Geographie
Der Ort liegt nordöstlich der Stadt Rheinbach und etwa 12 km südwestlich von Bonn in der Kölner Bucht an den Ausläufern der Eifel. Durch den Ort fließt die Swist. Nördlich des Ortes liegt die Burg Müttinghoven, östlich Lüftelberg, südlich Meckenheim und westlich Ramershoven. Flerzheim grenzt an den Naturpark Kottenforst-Ville.

## Geschichte
Bereits in der Jungsteinzeit (ca. 3000 v. Chr.) sind auf den fruchtbaren Böden Flerzheims Ansiedlungen von Menschen belegt. Feuersteine und Gefäßscherben der Bandkeramikzeit, die hier gefunden wurden, beweisen dies. Auch aus der Zeit von ca. 900 bis 800 v. Ch. wurden in Flerzheim Bodenfunde gemacht. Besondere Aufmerksamkeit erregten Funde aus der Römerzeit, 55 bis 5./6. Jh. Chr., die zufällig auf Äckern und beim Kiesabbau entdeckt wurden. Höhepunkt war dabei die Freilegung der sogenannten villa rustica, eines römischen Gutshofes, der ca. 100 bis 450 n. Chr. bewohnt war. Zu dieser Zeit durchquerte eine kleine Abzweigungen der Römerstraße Trier–Köln das Siedlungsgebiet. Deren Verlauf führte von Bonn über Flerzheim durch den heutigen „Rheinbacher Stadtwald“, und zwar in Höhe der im 17. Jh. errichteten Waldkapelle Rheinbach.

Der Ortsname Flerzheim taucht erstmals in einer Urkunde aus dem Jahre 804 in der Form „Flades heims top“ auf. Wobei sich der Namen selbst von einem Personennamen, wie beispielsweise „Fledrad“, ableitet. Im frühen Mittelalter sind Besitzungen in Flerzheim für das Cassius-Stift Bonn und anschließend für das Martinstift Lüttich nachgewiesen.
Im Jahre 1244 übernimmt die Abtei Heisterbach die Güter des Martinsstiftes in Erbpacht. Aus dem Jahre 1623 stammen die Fundamente des Hauptflügels diese noch heute „Haus Heisterbach“ genannten Hofes. Im Jahre 1673 beherbergte das repräsentative Gebäude den Prinzen von Oranien, Wilhelm von Nassau, ehe er mit seinen Truppen zur Eroberung der Stadt Bonn aufbrach. Das Haus diente aber auch als Ablieferungsstelle von Abgaben sowie als Absteigequartier des Abtes und als Gerichtsgebäude. Außer dem Gerich im Heisterbacher Hofes existierte im „Flerzheimer Burghof“ ein weiteres ortsansässiges Gericht. Beide bestanden bis zum Einmarsch der Französischen Truppen 1794.
1794, mit Einmarsch der französischen Revolutionstruppen in das Rheinland, wurden die der Kirche gehörenden Güter säkularisiert und an weltliche Interessenten verkauft. So kam der Großteil der dem Kloster Heisterbach gehörenden Güter, einschließlich Haus Heisterbach im Jahre 1803, in die Hände des Bonner Brennereibesitzers Leopold Joseph Sarkander Wolff. Sein Sohn Gottfried Joseph Wolff war u. a. Gemeindevorsteher von Flerzheim, Bürgermeister von Rheinbach und von 1848 bis 1888 Landrat des damaligen Kreises Rheinbach. 1895 fiel Haus Heisterbach an den aus Müttinghaven stammenden Franz Joseph Reuter. Nach dem Tod des Gutsbesitzers fanden Cellitinnen hier ihr Zuhause und widmeten sich, gemäß Reuters testamentarisch verfügtem letzten Willen, der Krankenpflege.
Landesherrlich gehörte Flerzheim bis Ende des 18. Jahrhunderts zum Kurfürstentum Köln und war Namensgeber der Herrschaft Flerzheim im kurkölnischen Oberamt Bonn, die im Besitz des Heisterbacher Abtes war. Im Rahmen des Bonn-Gesetzes kam Flerzheim zum 1. Januar 1969 als Stadtteil zu Rheinbach, behielt aber mit Wormersdorf die Telefonvorwahl bzw. Ortsnetzrufnummer „02225“ (für Meckenheim).

### Entwicklung der Einwohnerzahl
Im Jahre 1816 lebten in Flerzheim 672 Einwohner in 150 Häusern. Im Zeitraum 1816 bis 1969 hat sich die Einwohnerzahl nahezu verdoppelt. Bei Betrachtung der Zusammensetzung der Bevölkerung, lässt sich für die zweite Hälfte des 19. Jh. ein sehr hoher Anteil von Fabrikarbeitern feststellen. Sie machten 24,22 % der Dorfbewohner aus. Wobei 1/3 der Einwohner als Handwerker oder Bauern ihren Lebensunterhalt verdienten.

Einwohnerzahl ab 2019, gesamt mit Haupt- und Nebenwohnung.
| Jahr | Einwohner | Delta |
| ---- | --------- | ----- |
| 1816 | 672 1     |       |
| 1852 | 1.025     | 353   |
| 1905 | 735       | −290  |
| 1939 | 851       | 116   |
| 1946 | 1.022     | 171   |

| Jahr | Einwohner | Delta |
| ---- | --------- | ----- |
| 1969 | 1.302     | 280   |
| 1998 | 1.789     | 487   |
| 20.. |           |       |
| 2019 | 2.196     |       |
| 2020 | 2.189     | −7    |

| Jahr | Einwohner | Delta |
| ---- | --------- | ----- |
| 2021 | 2.111     | −78   |
| 2022 | 2.126     | 15    |
| 2023 | 2.148     | 22    |
| 2024 | 2.153 2   | 5     |
| 2025 |           |       |

## Schule
Mit durchgehend mehr als 100 Schülern zählte die flerzheimer Schule schon immer zu den größeren Grundschulen im Rheinbacher Umland. So erfolgte beispielsweise 1998 für 125 Grundschüler der Klassen eins bis vier der Unterricht in sechs Klassenräumen.
Obwohl in Flerzheim bereits früher unterrichtet wurde, ist ein regulärer Schulbetrieb ab etwa 1700 verbürgt. Zunächst unterrichteten Küster und Frühmessner flerzheimer Kinder. Der erste namentlich überlieferte Vollzeitlehrer war ab 1741 Hermann Breuer, der die Kinder in Lesen, Schreiben und Rechnen unterrichtete. Noch bis 1890 führte man in Flerzheim Lehr- und Küsteramt in Personalunion. Später waren die Lehrer meist gleichzeitig als Organisten tätig.
Das bis 1810 hier existierende kleine Schulgebäude wurde wegen Baufälligkeit abgerissen und 1819 durch ein neues etwas größeres Schulhaus ersetzt. In den dazwischenliegenden neun Jahren unterrichtete Lehrer Bernard Niederdorf an sechs Tagen in der Woche bis zu 104 Schulkinder abwechselnd und im Halbstundentakt in seinem etwa 22 Quadratmeter großen Wohnzimmer.
Bei vielen Eltern stieß die im 19. Jahrhundert eingeführte Schulpflicht auf wenig Gegenliebe. Selbige wurde teilweise sogar unter Strafandrohung durchgesetzt. Nach 1817 trennte man die Schulklassen nach Geschlechtern. So übernahm Eva von Schönebeck als erste Lehrerin die Mädchenklasse und erhielt als Jahresgehalt 200 Taler zuzüglich 20 Taler Mietentschädigung. Zentraler Unterrichtsinhalt wurde mit Reichsgründung 1871 die Erziehung zur Kaisertreue.
Das nach fast einem Jahrhundert in Nutzung befindliche baufällig gewordene Schulgebäude stand 1912 zum Abriss und wurde durch einen Neubau ersetzt. Als Zwischenlösung diente der „Gasthof Braun“. Die noch bis in die Gegenwart genutzte neue Schule errichtete man damals auf dem durch den Neubau der Pfarrkirche (1908–1910) freigewordenem Gelände.
Die Zeit des Ersten Weltkriegs blieb nicht ohne Einfluss auf die damaligen sogenannten „patriotischen Erziehungsideale“. So gab es anlässlich erster deutscher Kriegserfolge Schulfrei. In den strengen Kriegswintern strickten die Kinder Pulswärmer und Socken für die Soldaten.
1952 erhielt die Schule einen Anbau mit einem weiteren Klassenzimmer und einer Lehrerdienstwohnung. Noch bis 1969 unterrichtete man in der flerzheimer Schule in den Klassen eins bis acht. Erst ab 1970 erfolgt der weiterführende Unterricht ab Klasse fünf in der Kernstadt Rheinbach und 1974 wurde aus Platzgründen die Lehrerdienstwohnung zu Klassenzimmern umgebaut. Steigende Schülerzahlen erforderten bis 1995 die Erweiterung der Schule auf letztlich sechs Klassenräume.
Seit dem Jahre 1700 widmen sich nunmehr in Flerzheim für Generationen von Schülern sowohl Lehrer als auch Erzieher mit zum Teil besonderem Engagement frühzeitlich kindlicher Bildung und Erziehung. Beispielhaft sei hier an Lehrer Bernard Niederdorf erinnert, der mangels anderer Räumlichkeiten sogar in seiner Wohnung unterrichtete. Mit besonderem Nachdruck jedoch ist hier Frau Schmelz zu erwähnen, die von 1913 bis 1954 als zielbewusste Lehrerin 41 Jahre lang über Kaiserreich, Weimarer Republik, Nazideutschland hinaus und bis in die Nachkriegszeit hinein das Gesicht der flerzheimer Schule prägte.

## Religion
Flerzheim gehört zu den ältesten Pfarreien der Umgebung. So prägten Christen Jahrhunderte das Leben der Gemeinden. Schon vor mehr als tausend Jahren wurde hier der „Heiliger Martinus“ als Pfarrpatron verehrt. Das alte Gotteshaus aus dem Jahre 1773, das auf dem jetzigen Schulgelände stand, hatte noch einen Turm aus dem 12. Jh. Dieser Turm blieb bis zur Fertigstellung der neuen Kirche im Jahre 1910 erhalten und wurde 1912 abgerissen. An die Zeit des 12. Jh. erinnert ein romanisches Vortragekreuz, das Generationen bei Prozessionen und kirchlichen Veranstaltungen vorangetragen wurde.
Der im neugotischen Stiel errichtete Kirchenneubau wurde 1909 bentiziert, 1913 wurde das Gotteshaus St. Martin geweiht. Im Kircheninnenraum wurde eine der ersten elektro-pneumatischen Orgeln verbaut und die älteste der fünf Glocken stammt noch aus dem Jahre 1512. Die Hölzernen Barockaltäre sowie die Muttergottesstatue erinnern auch an die Zeit der Zisterzienser, die fast vier Jahrhunderte das Patronat über Flerzheim hatten. Seit Oktober 1996 befindet sich in der Pfarrkirche eine Reliquie der „Heiligen Hedwig“, der Patronin Schlesiens, die auch als Brückenbauerin zwischen Ost und West gilt.
Von 1973 bis 1996 wurde die Kirche umfangreich, u. a. behindertengerecht, saniert und bildet bis heute den Mittelpunkt Flerzheims. Mit ihrem 53 m hohen Turm ist Pfarrkirche weithin sichtbar.

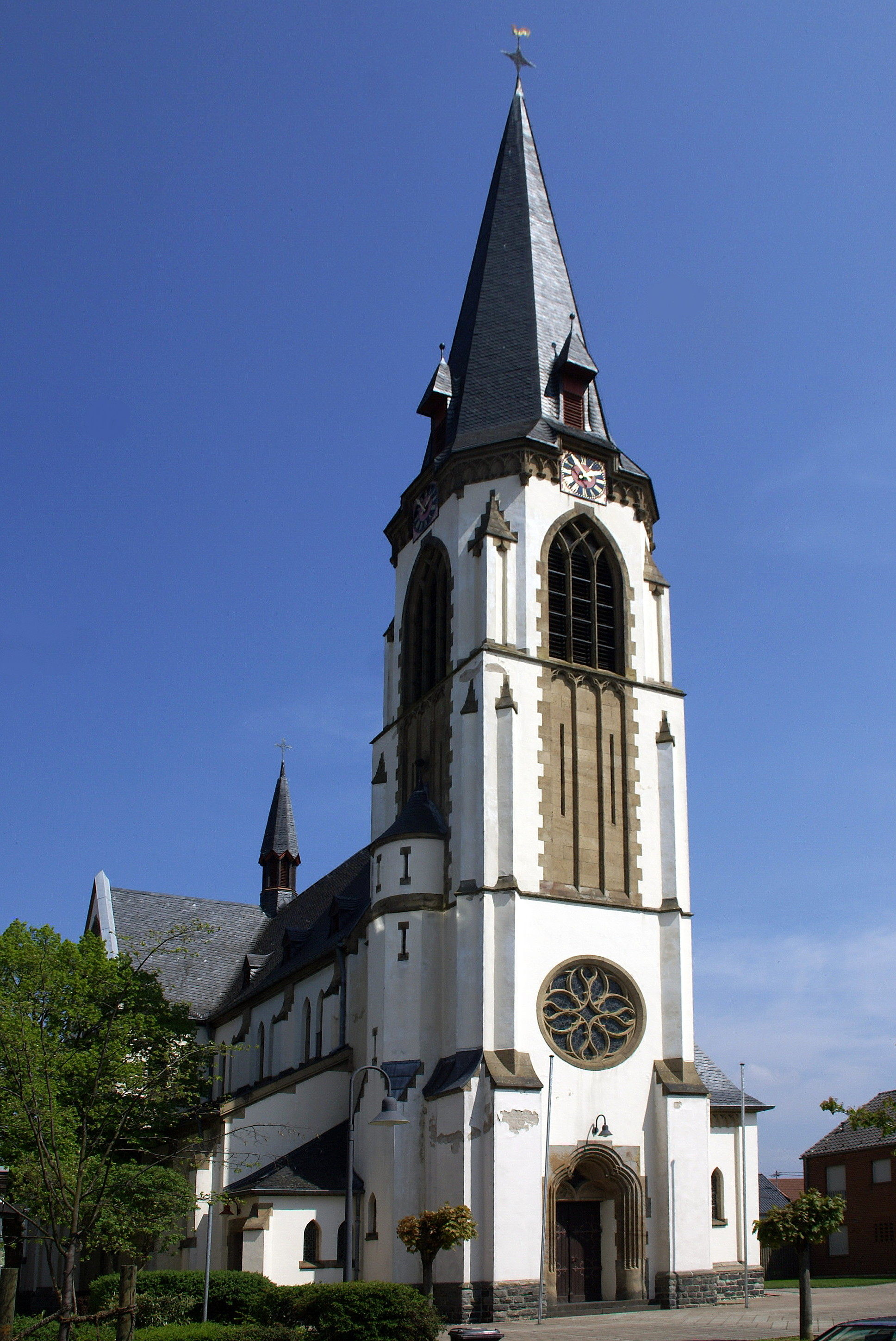
Kirche St. Martin in Flerzheim
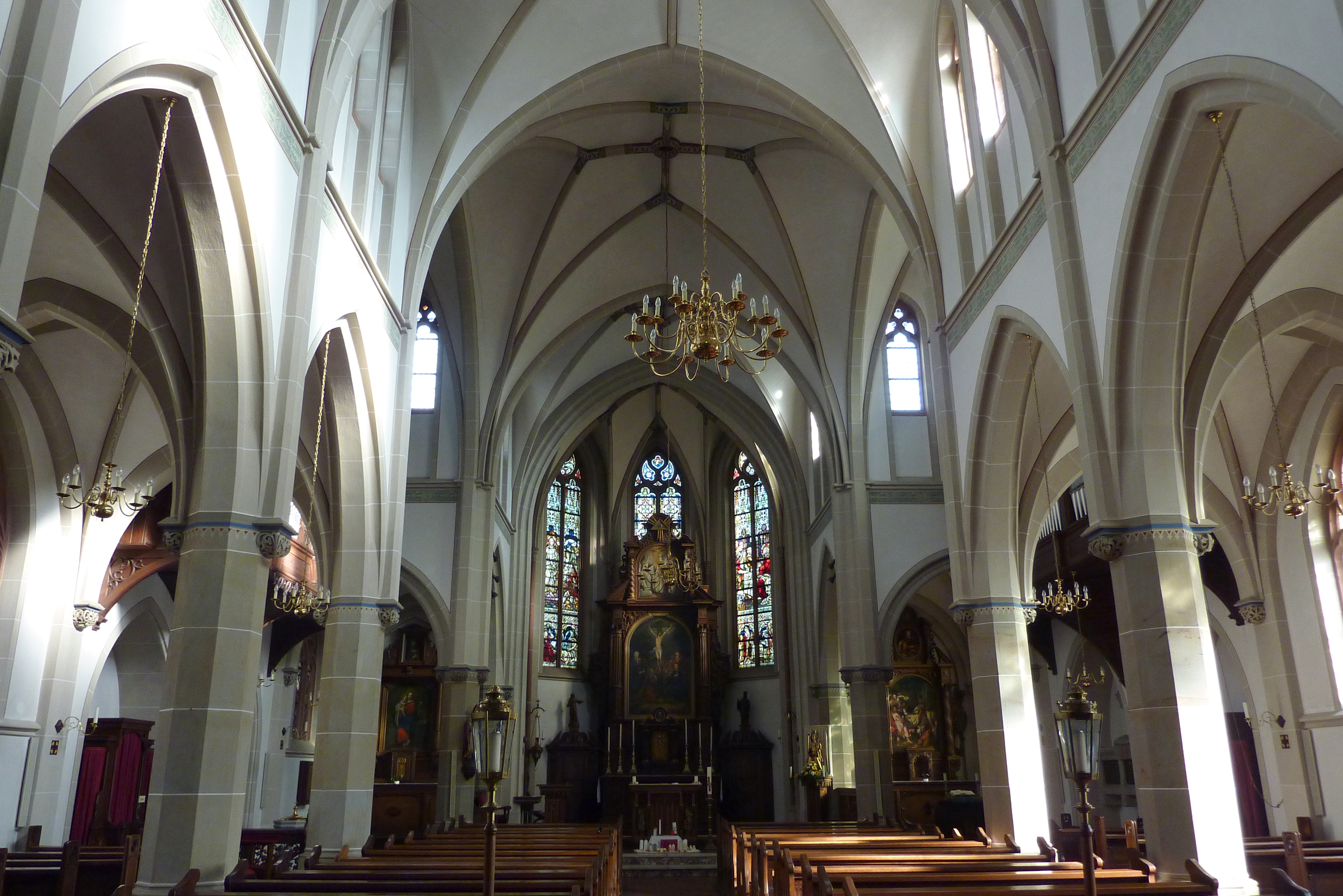
Innenansicht mit Blick zum Chor

## Verkehr
Die Buslinie 800 Bonn/Rheinbach der Regionalverkehr Köln (RVK) stellt die Verbindung zu anderen Orten sicher.
Außerdem befinden sich innerhalb von 5 Kilometern 3 Haltestellen der Voreifelbahn von Bonn über Rheinbach nach Euskirchen.
Zwei Autobahnen verlaufen in der Nähe: die A 61 westlich in 2 km Entfernung und die A 565 östlich in 4 km Entfernung. Im Ort treffen sich die Landesstraßen L 113 und L 163. Im Bereich Fliesweg (L 113, ca. 100 m vor Ortsausgangsschild) in Richtung Bonn befinden sich links- und rechtsseitig je ein stationäres Gerät (Starenkasten auch Plitzkasten) zur Geschwindigkeitsüberwachung.

## Kultur und Sehenswürdigkeiten
- Haus Heisterbach: Dieses ehemalige Flerzheimer Kloster gehörte zum Kloster Heisterbach. Es wurde 1803 im Zuge der Säkularisation aufgelöst. Die etwa ab 1623 errichteten Gebäude kamen als „Haus Heisterbach“ in Privatbesitz. 1904 wurde es der Pfarrgemeinde geschenkt und als „Antoniuskloster“ von Neusser Augustinerinnen bewirtschaftet. Die Schwestern unterhielten in dem Gebäude ein Altenheim. Von den aus Nigeria stammenden Daughters of Divine Love wurden sie 1990 abgelöst. Diese mussten 2015 die Anlage verlassen.[8][9][10] Die Gebäude des Hauses Heisterbach wurden 1993 in die Liste der Baudenkmäler der Stadt Rheinbach eingetragen.[11]
- Naturschutzgebiet Flerzheimer Heide
- St. Martin (Flerzheim)

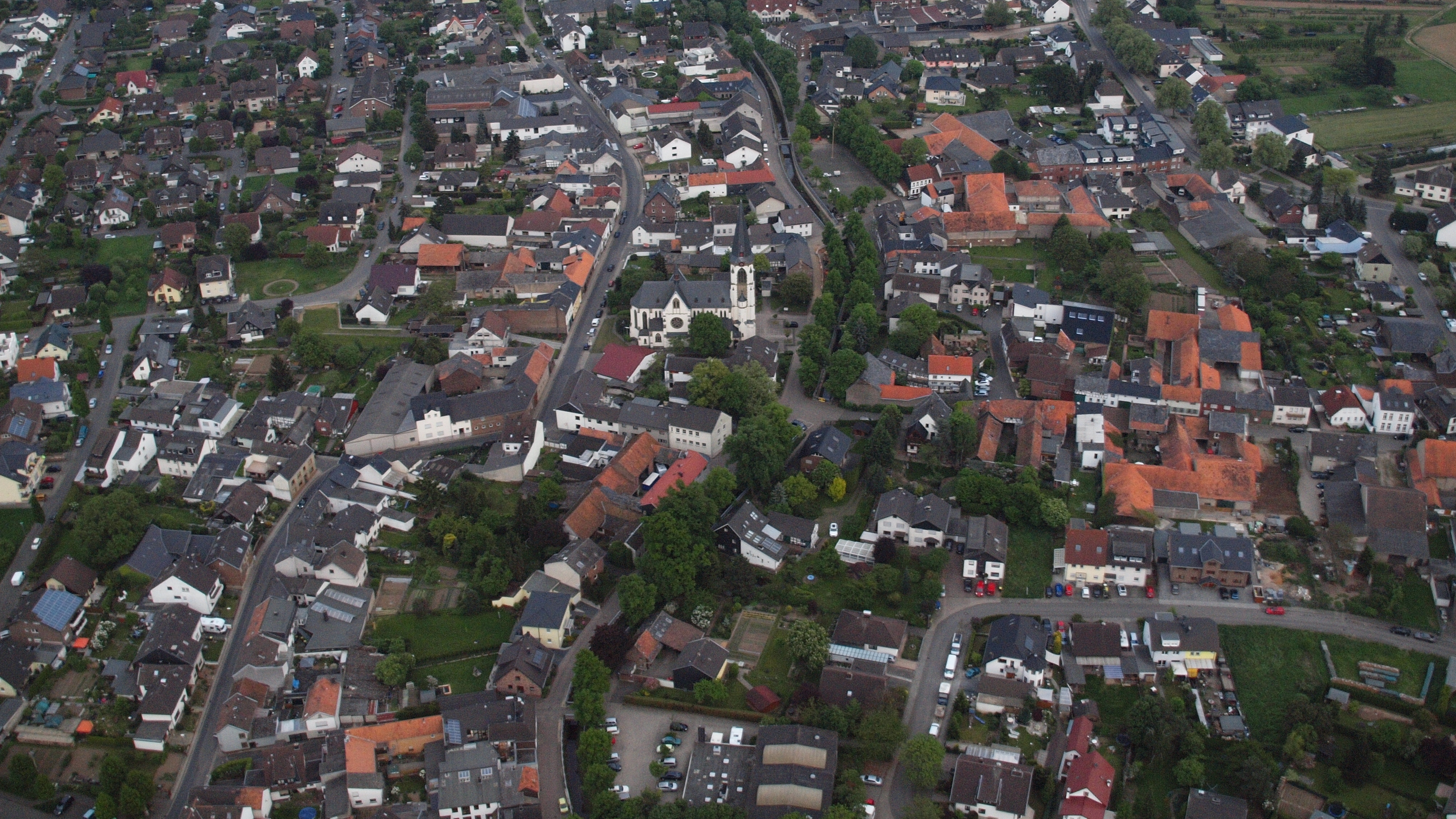
Flerzheim, Luftaufnahme (2014)
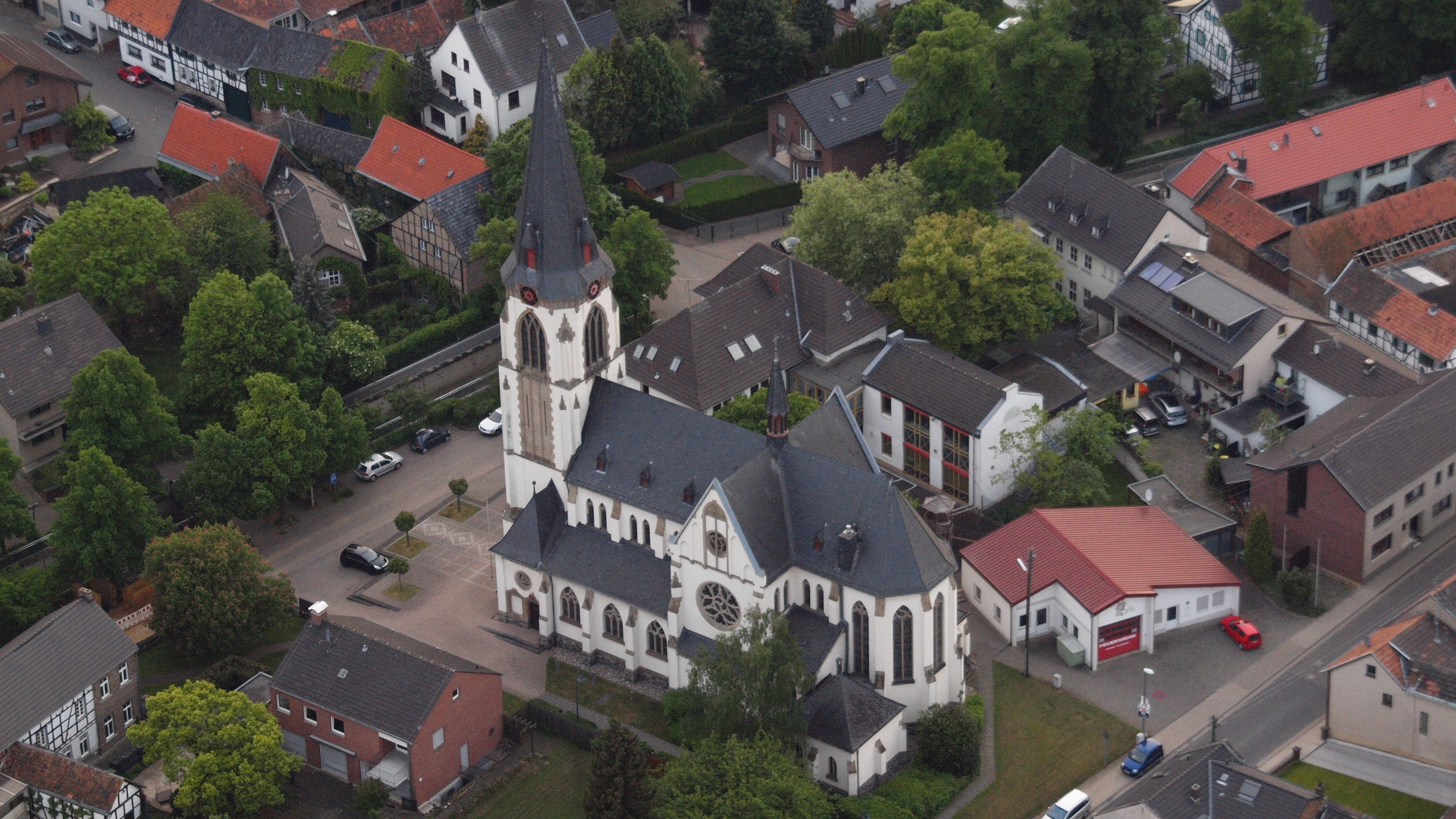
Flerzheim, St. Martin, Luftaufnahme (2014)
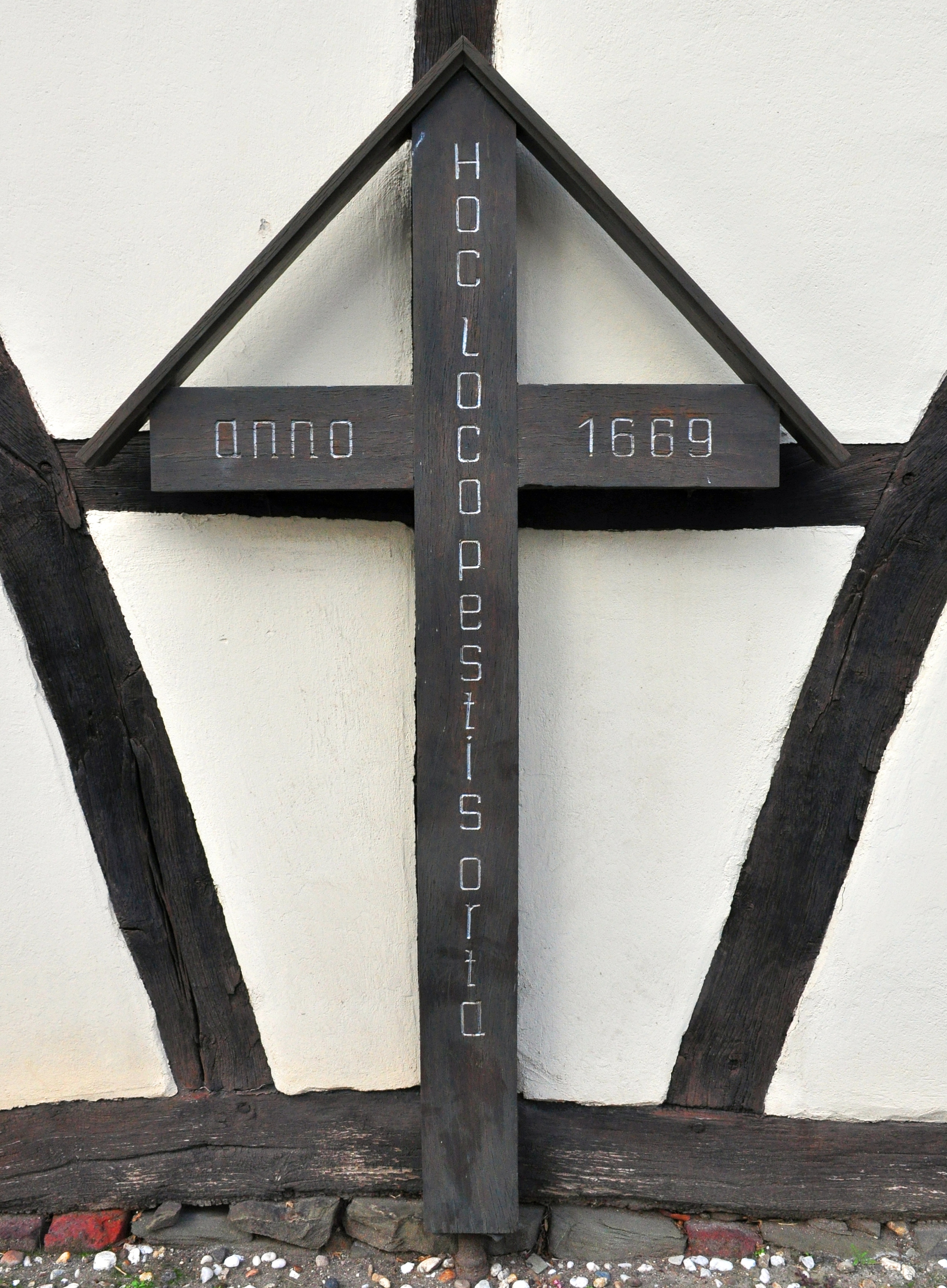
Flerzheim Pestkreuz
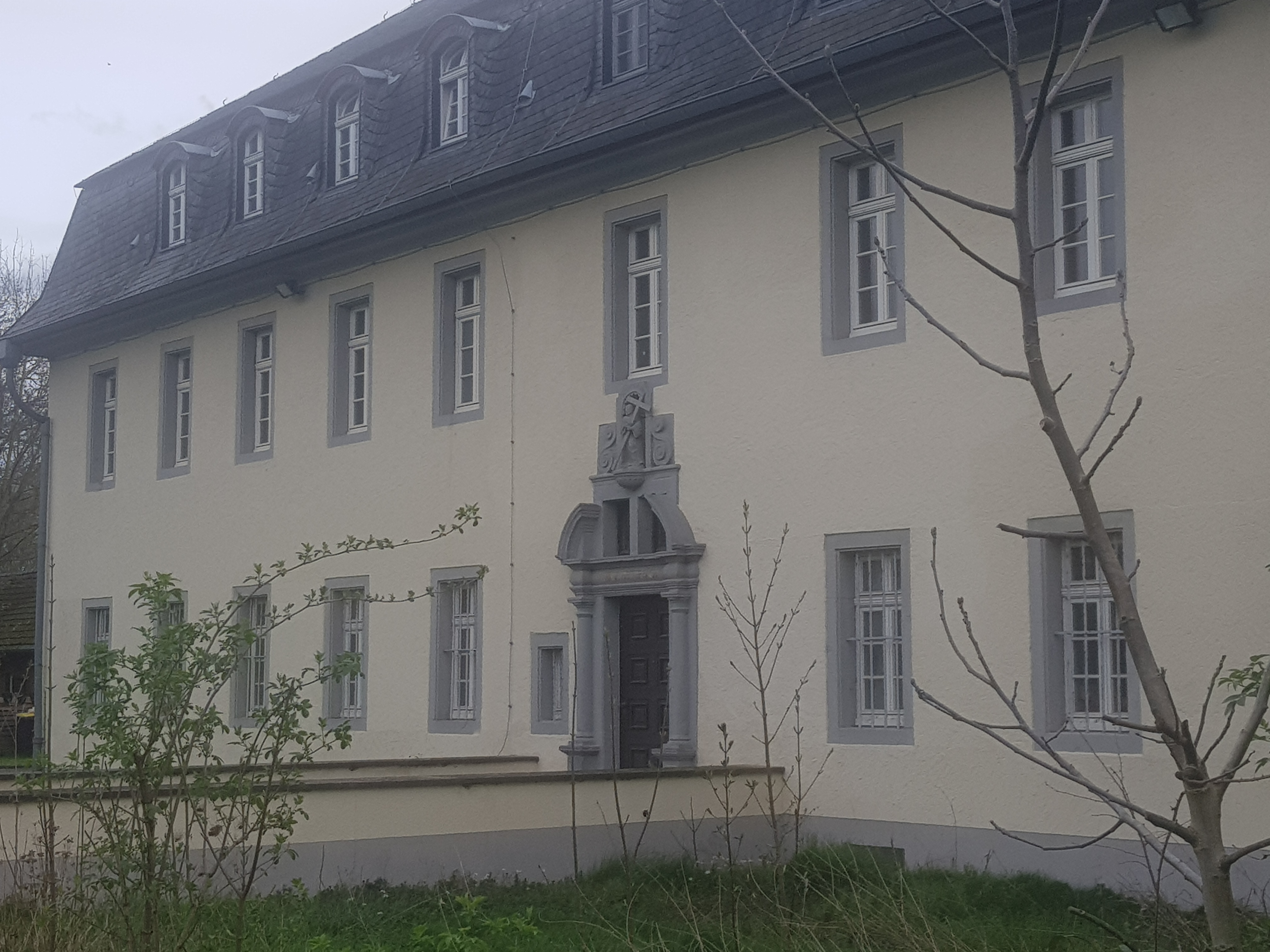
Ehemaliges Kloster, gehörend zum Kloster Heisterbach

## Sport- und Freizeiteinrichtungen
Sportplatz
- Fliesweg: Träger Stadt Rheinbach

Kinderspielplätze
- Swistbach, Nordstraße, Nußbaumstraße und Prälat-Koch-Straße
  - Träger: Stadt Rheinbach
- Fliesweg
  - Träger: Verschönerungsverein Flerzheim

## Abwasserbehandlung
Nördlich des Ortes, direkt an der L 163, befindet sich das Gruppenklärwerk (GKW) Flerzheim des Erftverbandes. Hier werden anfallende Abwässer dreistufig gereinigt (mechanisch, biologisch, chemisch) und nach Filterung in den Swistbach geleitet, In der modernen Kläranlage werden jährlich über 4 Mio. m³ Abwasser aus der Stadt Meckenheim, Teilen der Stadt Rheinbach sowie aus Adendorf (Gemeinde Wachtberg) und anderen Orten gereinigt. Die Abwasserbehandlung ist derzeit für ca. 50.000 Einwohnerwerte (EW) ausgelegt. Aufgrund von Umstrukturierungsmaßnahmen des Erftverbands (Stilllegung der Kläranlage Miel und Bau eines Pumpwerks und 4,5 Kilometer langen Verbindungskanals zum GKW Flerzheim) soll die Kapazität der Flerzheimer Anlage auf 67.000 Einwohnerwerte ausgebaut werden. Zusätzlich soll das Gruppenklärwerk um einen Retentionsbodenfilter erweitert werden, um das Niederschlagswasser im Einzugsgebiet stärker zu reinigen.
Eine weitere Ertüchtigung erfolgt durch eine künftige vierte Reinigungsstufe zur Spurenstoff-Elimination mittels einer Membrananlage (MBR) und Aktivkohle. Diese Membranfilter haben besonders feine Poren, die alle Feststoffe abtrennen und zusammen mit der Aktivkohle anthropogene Spurenstoffe (wie z. B. Rückstände von Arzneimitteln oder Mikroplastikpartikel aus Kosmetikprodukten) aus dem Abwasser herausfiltern. Dies ist von daher relevant, dass der Auslauf der Kläranlage bei Trocken Wetter im Sommer bis zu 90 % der Wasserführung der Swist ausmachen kann, welche auch zur Bewässerung von lokalen Obst- und Gemüsekulturen verwendet wird. Die Erweiterung soll 2025 bis 2026 abgeschlossen sein.

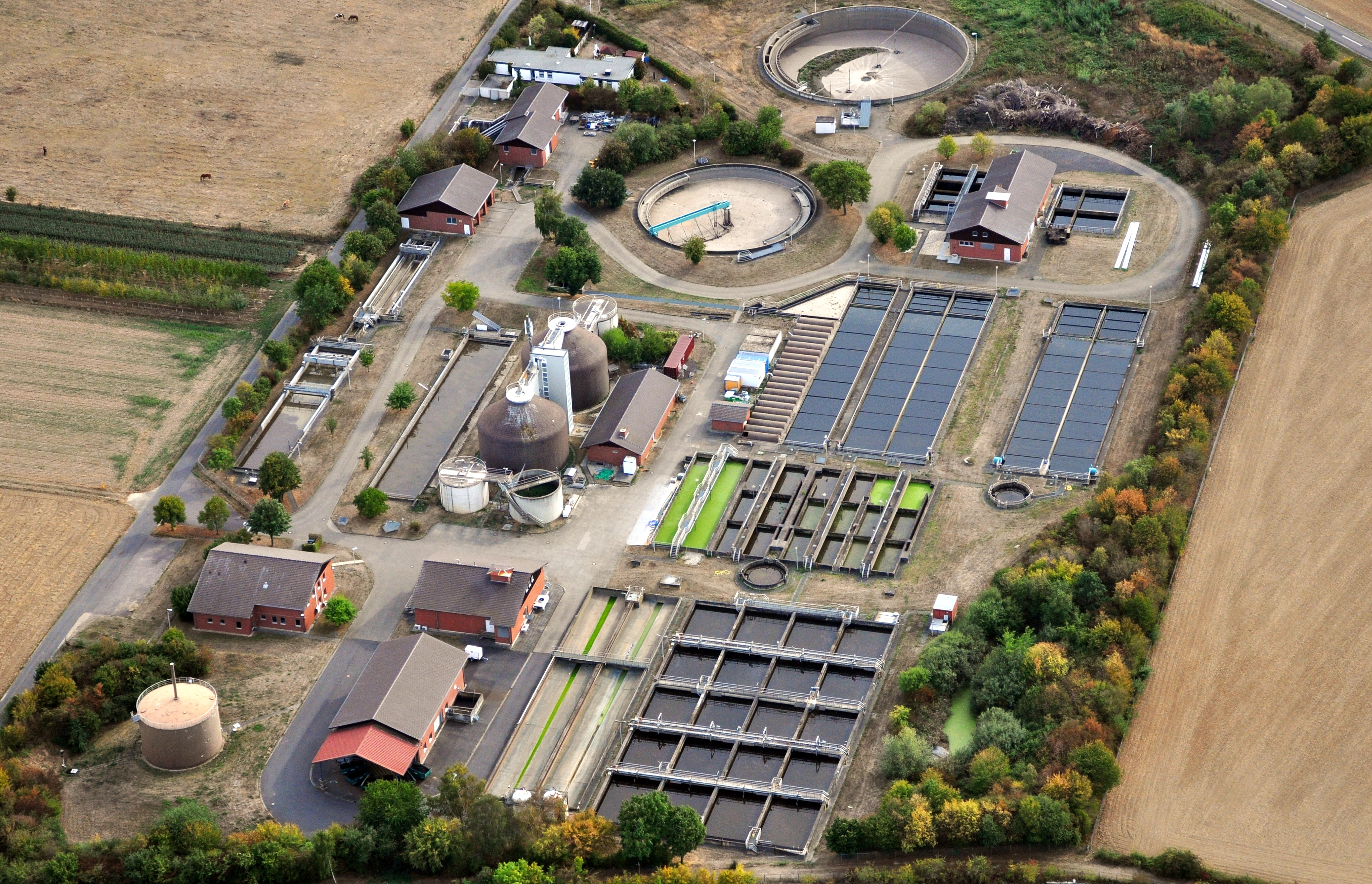
Gruppenklärwerk Flerzheim – Luftbild aus nördlicher Richtung
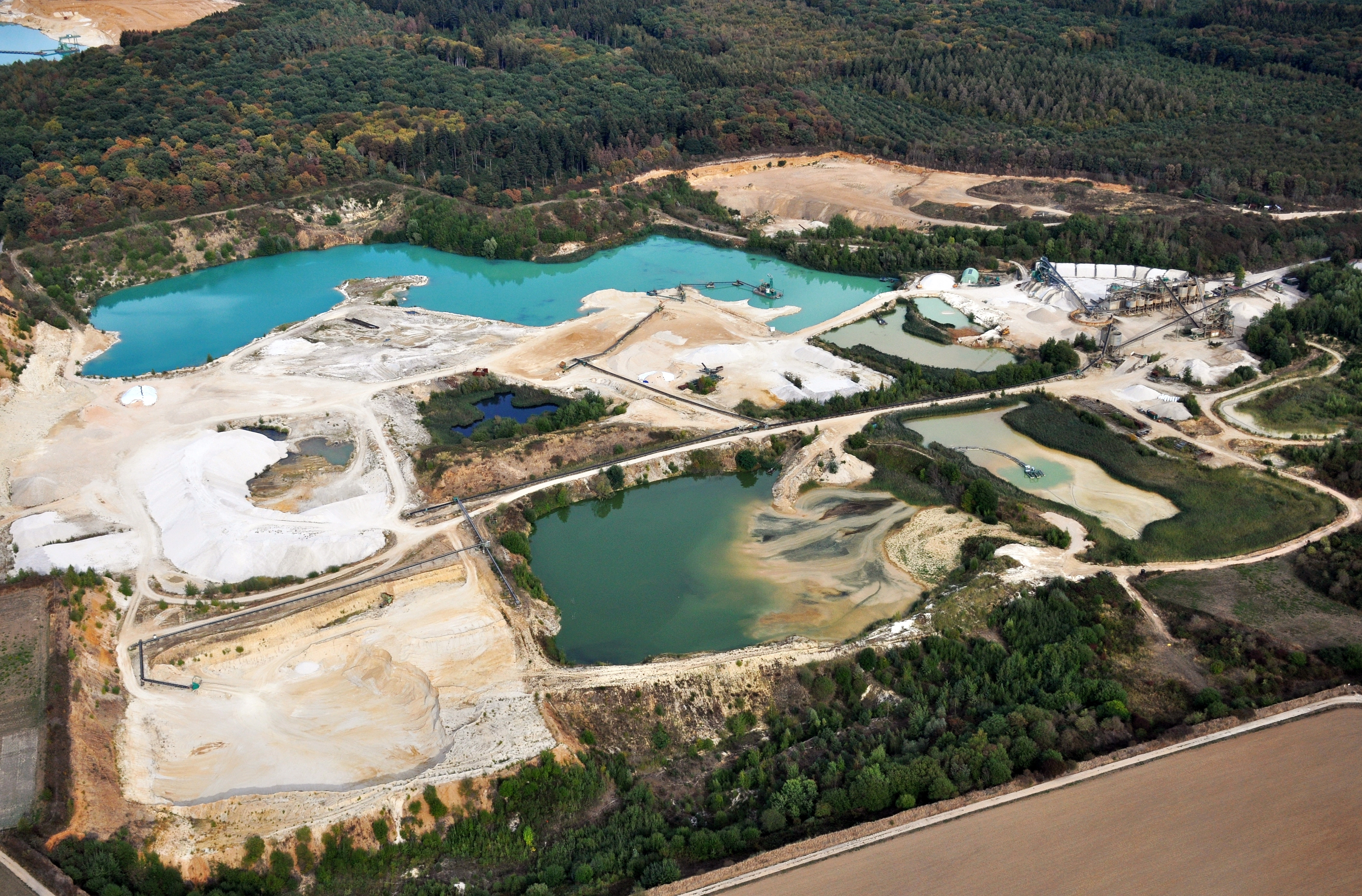
Naturschutzgebiet Kiesgrube Flerzheim – Luftbild aus W-Richtung

## Ökologie
Die ehemalige Kiesgrube Flerzheim im Norden des Ortes ist ein 76 Hektar großes Naturschutzgebiet.

## Söhne und Töchter des Ortes
- Andreas Gau (1800–1862), römisch-katholischer Theologe
- Gottfried Joseph Wolff (1807–1895), Landrat des Kreises Rheinbach, Geheimer Regierungsrat
- Frau Schmelz, 1913–1954 Lehrerin und Direktorin der Flerzheimer Schule

### Ortsvorsteher, Ortsvorsteherin
Nachstehende Ortsvorsteher wurden nach der kommunalen Neugliederung vom 1. August 1969 gewählt und ernannt:
- Gottfried Joseph Sarkander (auch Rheinbacher Bürgermeister und 1848–1888 Landrat Kreis Rheinbach)
- n.n.
- Klaus-Peter Kübbeler (1998)[16]
- n.n.
- Ellen Schüller (2024)[17]

AnmerkungOrtsvorsteher verblieben nach der Wahl jeweils kommissarisch im Amt, bis zur Ernennung der Nachfolger.

## Belege
1. ↑  Stadt Rheinbach, Ltr. Fachgebiet Öffentlichkeitsarbeit, N. Sauren, Stand 30. November 2024 (Gesamteinwohnerzahl 2153: Hauptwohnung 2071, Nebenwohnung 82)
2. ↑  Leiter Stadtarchiv Rheinbach Dietmar Pertz, „Chronik und Geschichte der Stadt Rheinbach“, 2017, hier: Römerzeit 55 v. Chr. – 5./6. Jh. n. Ch.
3. ↑  Wilhelm Fabricius: Erläuterungen zum geschichtlichen Atlas der Rheinprovinz, 2. Band: Die Karte von 1789. Bonn 1898, S. 59/88.
4. ↑  Martin Bünermann: Die Gemeinden des ersten Neugliederungsprogramms in Nordrhein-Westfalen. Deutscher Gemeindeverlag, Köln 1970, S. 83.
5. ↑  Stadtdirektor Gerhard Martini, Festschrift (1298 – 1998) 700 Jahre Stadt Rheinbach „Die Ortschaften der Stadt Rheinbach“, hier: Flerzheim, Geschichte der Ortschaft, S. 6ff.
6. ↑  Franz Joseph Habitz, „Die ältesten Pfarreien“ Teil 18–21, Verlag Ludwig Leopold, Bonn.
7. ↑  Pfarrer Vinzent Leppich, in Festschrift (1298 – 1998) 700 Jahre Stadt Rheinbach „Die Ortschaften der Stadt Rheinbach“, Verlag GmbH + Druckpartner Moser hier: Flerzheim „Geschichte der Pfarrkirche“, S. 11ff.
8. ↑  katholische-kirche-rheinbach.de: St. Martin Flerzheim. (Seite nicht mehr abrufbar, festgestellt im Februar 2025. Suche in Webarchiven)  Info: Der Link wurde automatisch als defekt markiert. Bitte prüfe den Link gemäß Anleitung und entferne dann diesen Hinweis.
9. ↑  flerzheim.de: Kleine Flerzheimer Chronik.
10. ↑  rheinland.info: Antoniuskloster. (Seite nicht mehr abrufbar, festgestellt im Februar 2025. Suche in Webarchiven)  Info: Der Link wurde automatisch als defekt markiert. Bitte prüfe den Link gemäß Anleitung und entferne dann diesen Hinweis.
11. ↑  Liste der Baudenkmäler in Rheinbach, Nr.79.
12. ↑  Susanne Träupmann: Diese Projekte plant der Erftverband für den Rhein-Sieg-Kreis. In: General-Anzeiger (Bonn). 25. Juli 2017, abgerufen am 15. Oktober 2019.
13. ↑  Gerda Saxler-Schmidt: Stilllegung von Kläranlagen : Swist in Swisttal und Rheinbach soll sauberer werden. In: General-Anzeiger (Bonn). 3. Juni 2020, abgerufen am 3. Juni 2020.
14. ↑  EUWID - Erftverband baut Kläranlage Rheinbach- Flerzheim mit vierter Reinigungsstufe aus, vom 29. Mai 2024, abgerufen am 21. Juli 2024
15. ↑  Erftverband - Ausbau des Gruppenklärwerks Flerzheim zur Membranbelebungsanlage mit Pulveraktivkohledosierung, vom März 2024, abgerufen am 21. Juli 2024
16. ↑  Stadtdirektor Gerhard Martini: Die Ortschaften der Stadt Rheinbach. In: Festschrift (1298–1998) 700 Jahre Stadt Rheinbach, hier: Flerzheim, Ortsvorsteher. S. 6.
17. ↑  Stadt Rheinbach „Kultur und Gewerbe in Stadt und Land“, Ausgabe Nov. 2024, S. 65.